# Dynamo Dushanbe
El Dynamo Dushanbe és un club tadjik de futbol de la ciutat de Duixanbe.
Va ser fundat el 1937 amb el nom Dinamo Stalinabad, canviant a Dynamo Dushanbe el 1971. El 2007 es fusionà amb Oriyono Dushanbe, mantenint el seu nom.

## Palmarès
- Lliga tadjik de futbol:[2]
  - 1996

- Lliga de l'RSS Tajik:
  - 1937, 1949, 1950, 1951, 1953, 1955, 1958

- Copa de l'RSS Tajik: 12[3]
  - 1938, 1939, 1940, 1941, 1946, 1949, 1950, 1952, 1953, 1955, 1959, 1971